# Y
Y bzw. y (gesprochen [ˈʔʏpsilɔn]; in der Schweiz auch i grec [ˈiɡrɛk] = frz. für „griechisches i“) ist der 22. Buchstabe des klassischen und der 25. Buchstabe des modernen lateinischen Alphabets. Das Y war im ursprünglichen lateinischen Alphabet nicht vorhanden. Es wurde erst zur Zeit Sullas als 22. Buchstabe vor dem Z eingefügt und in lateinischen Texten nur zur Wiedergabe des Y in griechischen Lehnwörtern verwendet.

## Einordnung
Wie das prinzipiell bei jedem Vokalbuchstaben möglich ist, steht y als Vokalbuchstabe in den Schreibsystemen moderner Sprachen teils für einen oder mehrere Vokale, teils je nach Stellung für Vokale oder einen Konsonanten (so im Englischen). In einigen Sprachen wird y aber auch als Konsonantenbuchstabe verwendet (so im Türkischen). y kommt auch als Bestandteil fester Zeichenkombinationen (Digraphen) für einzelne Phoneme vor (so z. B. im Ungarischen und im Niederländischen).
Im Deutschen wird y vorwiegend in Lehn- und Fremdwörtern verwendet und hat dann (üblicherweise und annähernd) den Lautwert der Herkunftssprache. In deutschen Eigennamen (Sylt, Pyhrn) ist die grundlegende Aussprache bei vokalischer Verwendung (langes/geschlossenes oder kurzes/offenes) [⁠y⁠], also identisch mit ü, daneben auch /i/ (Ybbs, Ysper); im unbetonten Auslaut jedoch [⁠i⁠] (wie beim Namen Willy). Bei einer Verwendung als Konsonant oder Halbvokal ist die Aussprache dann [⁠j⁠].
Der Buchstabe Y hat in deutschen Texten eine durchschnittliche Häufigkeit von 0,04 %. Er ist damit nach Q und X der drittseltenste Buchstabe.

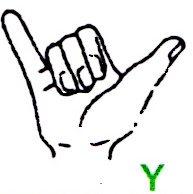
Buchstabe Y im Fingeralphabet

Das Fingeralphabet für Gehörlose bzw. Schwerhörige stellt den Buchstaben Y dar, indem die geschlossene Hand vom Körper weg zeigt und Daumen und kleiner Finger nach oben abgespreizt werden.

## Herkunft

### Griechisches Y

Protosinaitisches Waw-Zeichen
Phönizisches Waw
Griechisches Ypsilon
Etruskisches U/V/Y
Lateinisches Y

Die Bezeichnung Ypsilon stammt aus dem Griechischen und bedeutet „einfaches Y“ (ὖ ψιλόν ŷ psilón; ψιλός psilós: „schlicht, einfach, bloß“).
Das Ypsilon ist einer der jüngsten Buchstaben im lateinischen Alphabet und teilt sich einen Großteil seiner Geschichte mit dem U, dem V und dem W (und dem F). Es hat seinen Ursprung im phönizischen Buchstaben Waw, der den Lautwert [w] hatte. Ins griechische Alphabet wurde der Buchstabe als Ypsilon übernommen, der ursprünglich ebenso den Lautwert [u] hatte. Auf dem Weg über die Etrusker wurde daraus das lateinische U.
Das klein geschriebene griechische Ypsilon sieht im Gegensatz zur Lateinischen Schrift fast so aus wie ein klein geschriebenes lateinisches U. Im griechischen Alphabet existiert kein Buchstabe, der dem U-Laut entspricht. Stattdessen wird er durch die Abfolge eines Omikrons und eines Ypsilons wiedergegeben. Deshalb ist es bei Transkriptionen aus dem Griechischen in die lateinische Schrift üblich, statt eines einfachen „u“ ein „ou“ zu schreiben, obwohl es sich nur um einen U-Laut handelt.
Bis zum 1. Jahrhundert v. Chr. hatte sich infolge des Sprachwandels der Lautwert des griechischen Ypsilons jedoch gewandelt, es stand nun für den Laut [y] (wie ü in „Lüge“). Als die Römer um diese Zeit begannen, verstärkt griechische Begriffe zu verwenden, behalfen sie sich zuerst mit der Umschreibung mit U, fügten jedoch dann das Ypsilon an das Ende ihres Alphabets hinzu.

### Ligatur ij

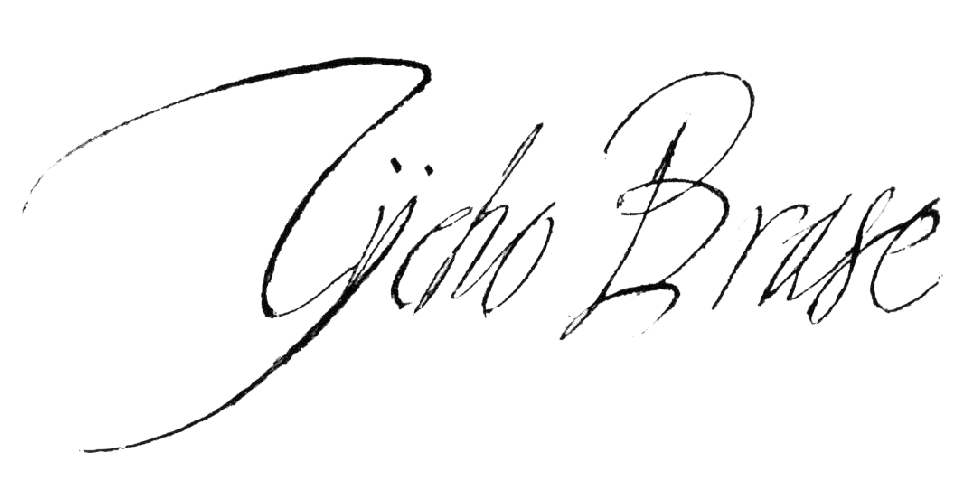
Unterschrift Tycho Brahes mit Pünktchen über dem y

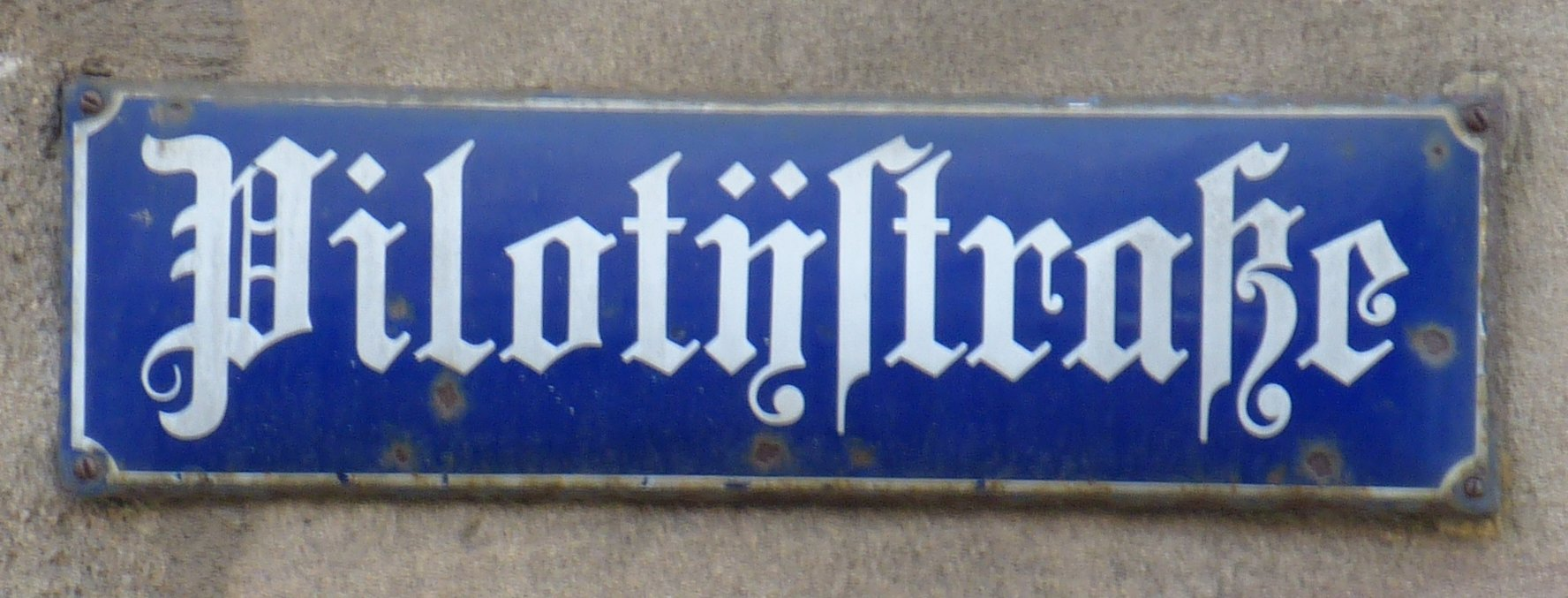
Altes Straßenschild der Pilotystraße, Nürnberg

Im Frühneuhochdeutschen und im Mittelniederländischen wurde der lange [iː]-Laut bisweilen als ij wiedergegeben. Dies entspricht einem ii, doch die Verdoppelung des Buchstabens i wurde vermieden, indem an zweiter Stelle das j verwendet wurde, das damals noch eine freie Variante des i war. Dieses ij sah gleich aus wie ein ÿ und konnte deshalb durch dieses ersetzt werden. In der Folge wurde ÿ  mit dem griechischen Ypsilon gleichgesetzt. Zuweilen wurde auch bewusst zwischen y in Wörtern griechischer Herkunft und ÿ in Wörtern deutscher Herkunft unterschieden.
Im Schweizer Hochdeutsch, in alemannischen Texten und im Afrikaans wird ein solches y, das als Ligatur aus ij entstanden ist, bis heute verwendet. Beispiele aus der Schweiz, welche die Praxis der eidgenössischen Kanzleisprache  fortsetzen, sind geographische Namen wie Schwyz, Pfyn und Mythen sowie in Familiennamen wie Pfyffer und Schnyder; zum Vorkommen in der Verschriftung der schweizerdeutschen Mundarten siehe Dieth-Schreibung. Im Schweizer Kontext steht y bis heute für ein langes (allenfalls sekundär gekürztes), geschlossenes [iː]. Im Afrikaans hingegen steht y für den Diphthong [ɛĭ], der aus dem mittelniederländischen [iː] entstanden ist. Im Niederländischen hingegen wird für den gleichen Diphthong heute die Ligatur ij gebraucht.

## Verwendung

### Allgemein

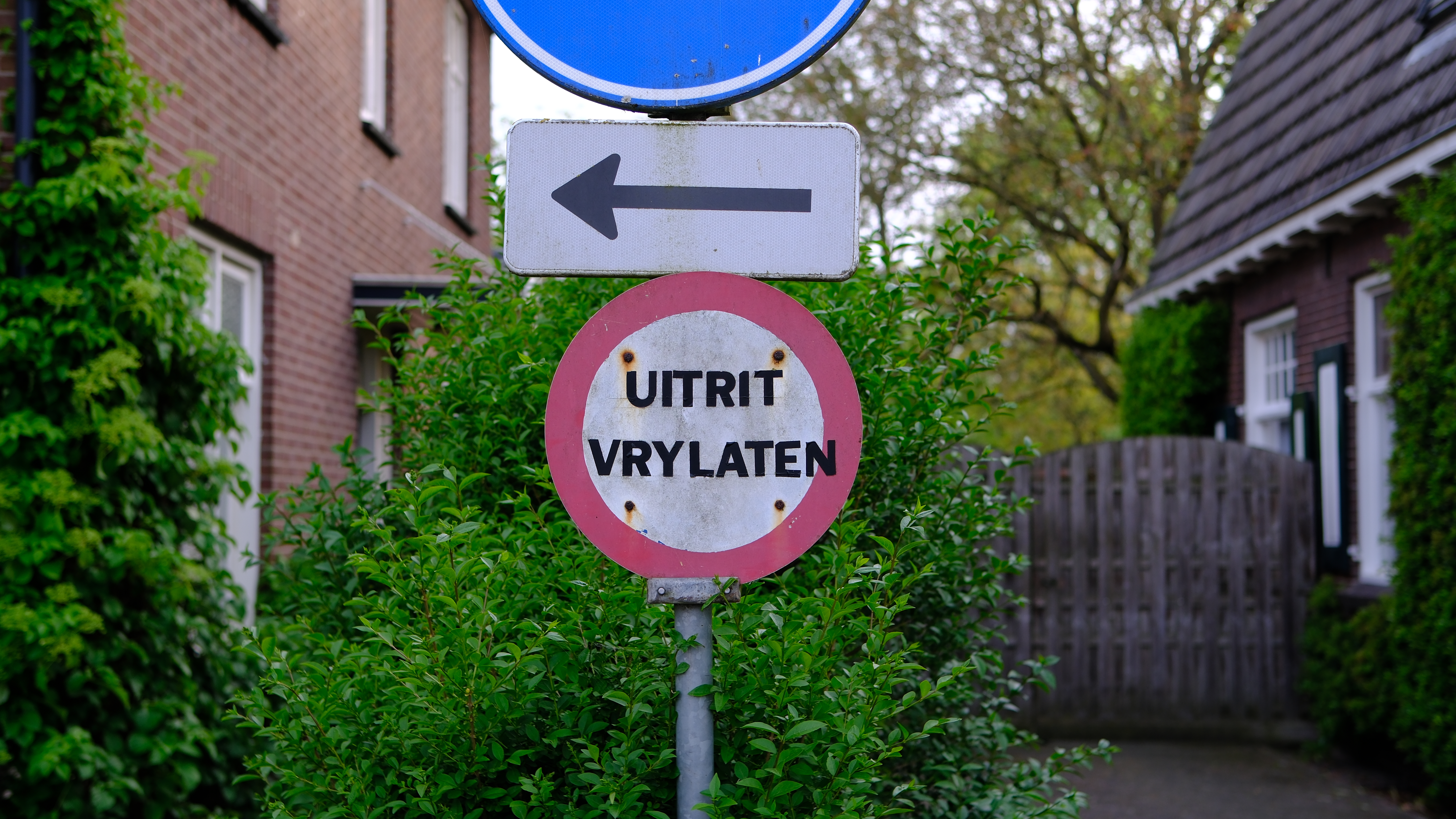
Uitrit vrijlaten, Ausfahrt freihalten: Im Niederländischen spielt das Y höchstens in Fremdwörtern eine Rolle (baby, yoga). Traditionell schreibt man ein IJ gern als Y. Das ist eine rein orthografische Tradition ohne Bezug zur Aussprache.

Seit der Spätantike wird das Ypsilon im Griechischen (Υ/υ) als [i] ausgesprochen, bezeichnet also denselben Laut wie i. Daher und durch den Gebrauch griechischer Fremdwörter (bzw. auf griechischem Vorbild aufgebauter Kunstwörter) gibt es in den heutigen Orthographien anderer Sprachen sehr verschiedenartige Verwendungen des y:
- y als Variante des Buchstabens i (z. B. Englisch, Französisch, Spanisch): Insbesondere wird das y am Wortende anstelle eines i verwendet (z. B. engl. happiness – happy oder span. reina – rey).
- y als Konsonant: Im Englischen und in englischen Transkriptionen nichtenglischer Namen hat das y am Wort- und Silbenanfang den Lautwert des deutschen j, z. B. yes, yellow; Yekaterinburg (deutsch Jekaterinburg).
- y nur als Bestandteil von Digraphen (z. B. Katalanisch, Ungarisch): Als an sich nicht gesprochener Buchstabe wird das y zur Modifikation anderer Buchstaben verwendet, z. B. im Digraph ny für [ɲ].
- y als Bezeichnung spezieller Laute (z. B. Finnisch, Schwedisch, Norwegisch, Dänisch, Polnisch, Niedersorbisch, Obersorbisch, Walisisch).
- Keine Verwendungen von y außer in Fremdwörtern und (geografischen und Familien-) Namen (z. B. Deutsch, Italienisch, Portugiesisch).
- Seit Einführung des Buchdrucks ist das y manchmal als Ersatz für ähnliche Buchstaben bzw. Buchstabenkombinationen verwendet worden, so im Englischen anstelle eines þ (beispielsweise ye olde shoppe statt þe/the olde shoppe „der alte Laden“) oder im Frühneuhochdeutschen und Niederländischen anstelle eines ĳ (siehe oben).
- Y als Elementsymbol für das chemische Element Yttrium.

Im Griechischen wandelt sich die Lautbedeutung des Ypsilons in Kombination mit anderen Vokalen. „ου“ (o+y) wird als „u“ gesprochen; „αυ“ (a+y) neugriechisch als „af“ und „ευ“ (e+y) als „ef“. Das neugriechische Präfix „αυτο-“ beispielsweise wird somit „afto“ gesprochen.

### Verwendung und Aussprache im Deutschen
Bis ins 19. Jahrhundert war die Verwendung des y in genuin deutschen Wörtern, insbesondere nach einem e- oder a-Laut nicht unüblich. So schrieb man bspw. etwa bey, greyfen, eygentlich, Zauberey oder feyern. Am längsten halten konnte sich diese Verwendung bei der Unterscheidung der Wörter sein und seyn (als Verb, mit y wegen der Form sey), die noch bis ins späte 19. Jahrhundert gängig war.  In der heutigen deutschen Rechtschreibung wird das y nur noch in importierten Lehn- oder Fremdwörtern wie etwa „loyal“, „typisch“ oder „Boykott“ und unangepassten Eigennamen verwendet. Bei griechischen Fremdwörtern hat sich unter dem Einfluss der Schulbildung die Aussprache [y ʏ] (ü) weitgehend durchgesetzt (beispielsweise Typ, Xylophon). Noch im früheren 19. Jahrhundert war hingegen die Aussprache [i] üblich. Im Schweizer Hochdeutsch ist in gut eingebürgerten griechischen Fremdwörtern die Aussprache [i] bis heute üblich, beispielsweise in Asyl, Ägypten, Forsythie, Glyzerin, Glyzinie, Gymnasium, Gymnastik, Hydrant, Lydia, Zylinder, neben [ʏ] auch etwa in Physik, Psychologie, Pyramide, System. In Fremdwörtern aus anderen Sprachen wird im Allgemeinen die fremde Aussprache übernommen, z. B. bei englischen Fremdwörtern als [i] (meist Wortende, beispielsweise Party, Hobby) oder [aɪ] (beispielsweise Nylon), und am Wortanfang vor weiterem Vokalbuchstaben als [j] (beispielsweise Yen, Yoruba, Yo-Yo).
In Eigennamen (Familien- und geografischen Namen) wird y teils wie ü gesprochen (Sylt, Thyssen, Byhleguhre-Byhlen), teils als i (Kyffhäuser, Gysi). In alemannischen Namen wird das y regelmäßig als geschlossenes [i(ː)] ausgesprochen, beispielsweise in Schwyz oder Mythen, denn diese Verwendung geht auf das ij zurück (siehe oben). Ferner kommt das y als Variante von unsilbischem i (als Bestandteil von Diphthongen) in verschiedenen Namen vor, beispielsweise in Speyer. Im Schreibgebrauch der Kanzleien wurde bis ins 19. Jahrhundert der Buchstabe y auch als Kürzel für die lateinische Endung -us verwendet. In Eigennamen kann y auch Bestandteil von anderen, sonst unüblichen Mehrgraphen sein: in uy (neben ui) für langes ü (z. B. Huy) oder für eu (Gruyter), in oey für langes ö (Oeynhausen).
Y ist der erste Buchstabe der Erkennungsnummer der Kraftfahrzeugkennzeichen der Bundeswehr. Daher wird die Bundeswehr in Deutschland mit humorigem bis ironischem Unterton auch „Y-Reisen“ oder „Y-Tours“ genannt. Der Name des Magazins Y – Das Magazin der Bundeswehr leitet sich ebenfalls davon ab.

### Internet
Im Englischen wird das „y“ als Einzelbuchstabe [ˈwaɪ] (sprich: wai) ausgesprochen, so wie auch das englische Wort für „warum“, nämlich why. Folglich wird im Netzjargon y aufgrund seiner Homophonie mit diesem englischen Wort als Abkürzung für die Frage „Warum?“ verwendet.
In Klammern gesetzt, wird (y) auf Facebook als Shortcut für den „Gefällt mir“-Button benutzt.